# Stictoptera sanctae
Stictoptera sanctae är en fjärilsart som beskrevs av Louis Beethoven Prout 1927. Stictoptera sanctae ingår i släktet Stictoptera och familjen nattflyn. Inga underarter finns listade i Catalogue of Life.